# СЕС Охотникове
Охо́тникове — фотоелектрична сонячна електростанція зводиться в селі Охотникове у Криму, збудована австрійською компанією Activ Solar.
Проєкт СЕС площею 160 га в селі Охотникове Сакського району був запущений в чотири черги по 20 МВт. СЕС у Кар'єрному є четвертою чергою сонячного парку «Охотникове», загальна потужність якого 80 МВт. Це найбільша сонячна електростанція на території Східної та Центральної Європи, яка виробляє близько 100 000 МВт/год електроенергії на рік.
Електростанція складається з 360 тисяч наземних модулів, які виробляють 100 тисяч МВт-год електроенергії на рік. Цього достатньо для того, щоб забезпечити електроенергією 20 тисяч будинків, і в той же час скоротити на рік до 80 тисяч тонн викидів вуглекислого газу.
«Проєкт такого великого масштабу — це поворотний етап у розвитку сонячної енергетики в Європі. Він також підтвердить позицію України як нового постачальника „зеленої енергії“», — заявив глава австрійської компанії «Activ Solar» Каве Ертефай.
Крім того, «Activ Solar» оголосила про відкриття офісу в Одесі, що дозволить компанії використовувати всі переваги розвитку в регіоні. В Одеській області вигідне географічне положення та добрий рівень сонячної іррадіації. Компанія планує створити значну кількість робочих місць в регіоні для реалізації кількох проєктів сонячних електростанцій в 2012-му та наступних роках.